# Oxymacaria insularis
Oxymacaria insularis là một loài bướm đêm trong họ Geometridae.